# Попередження людству
Попере́дження науко́вців світу лю́дству (англ. World Scientists' Warning to Humanity) — маніфест Union of Concerned Scientists і понад 1 700 науковців, підписаний більшістю Нобелівських лауреатів в галузі науки, що вийшов 1992 року, — застереження про те, що «люди і природа перебувають на траєкторії зіткнення», і що «необхідна велика зміна в нашому управлінні Землею та життям на ній, щоб уникнути величезних людських страждань».

## Суть
У маніфесті було заявлено, що необхідні невідкладні зміни, щоб уникнути наслідків, які несе нинішній курс життєдіяльності людства — науковці висловили стурбованість з приводу вже існуючого або потенційного збитку для планети, пов'язаного з виснаженням озонового шару, прісної води, морського життя, а також наявних мертвих зон океанів, втрати лісів, руйнуванням біорізноманіття, зміною клімату та зростанням населення.

## Друге попередження
У 25-ту річницю виходу першого попередження, 2017 року, в журналі «BioScience» з'явилося Друге «Попередження науковців людству», підписане 15 364 науковцями зі 184 країн — найбільшою їх кількістю коли-небудь у подібному випадку. В ньому наголошується, що «за винятком стабілізації озонового шару стратосфери, людству не вдалося домогтися значного прогресу в загальному розв'язанні передбачених екологічних проблем, та тривожно, що більшість з них стають набагато гіршими». Особливо небезпечною названо «нинішню траєкторію потенційно катастрофічної зміни клімату через зростання обсягу викидів парникових газів», вказано й на розв'язуване шосте масове вимирання.